# Seututie 553
Pour les articles homonymes, voir Route 553.
La route régionale 553 (finnois : Seututie 553) est une route régionale allant d'Humalajoki à Kuopio jusqu'à Jynkkä à Kuopio en Finlande,,.

## Présentation
La seututie 553 est une route régionale de Savonie du Nord.
Elle est un itinéraire alternatif à la valtatie 5.

## Parcours
- Humalajoki
- Vehmasmäki
- Pellesmäki
- Hiltulanlahti
- Matkus
- Pitkälahti
- Nurmiranta
- Levänen
- Jynkkä